# Ишкун
Ишкун (юк. Ixkún) — археологический памятник цивилизации майя региона Петенского бассейна. Находится в департаменте Петен, Гватемала, на северо-западе от Поптуна.
Ишкун был построен и заселён в доклассическую эру, около 200 г. н. э., и достиг пика в своём развитии в позднеклассическую эру (около 600—900 гг. н. э.). Город занимал площадь около 16 км². В его центральной части находились стадион для игры в тлачтли, храмы, дворцы, комплекс «группа Е» и две пирамиды. Найдено около 46 групп жилых зданий, 245 могил и несколько «чультунов», искусственных пещер для хранения чистой воды.
Четыре близлежащих пещеры использовались в классическую эпоху как церемониальные объекты.
Обнаружены различные стелы, покрытые надписями, и алтари. Стела 4 достигает высотой 4 метров, среди майяских стел по размеру — вторая после найденной в Киригуа.